# Uniola condensata
Uniola condensata är en gräsart som beskrevs av Albert Spear Hitchcock. Uniola condensata ingår i släktet Uniola och familjen gräs. IUCN kategoriserar arten globalt som starkt hotad. Inga underarter finns listade i Catalogue of Life.